# Christophe Chenut
Pour les articles homonymes, voir Chenut.
Christophe Chenut, né le 2 octobre 1962 à Boulogne-Billancourt (Hauts-de-Seine), est un chef d'entreprise français. Il est directeur général du journal français L'Opinion de son lancement, en mai 2013, au mois de juin 2015 avant de prendre la direction générale des marques Comptoir des Cotonniers et Princesse tam.tam (Groupe Fast Retailing/Uniqlo) puis de Elite World les agences de mannequins. 

## Biographie
Diplômé de l'Université Paris-Dauphine en 1984 et titulaire du MBA d'HEC alors Institut supérieur des affaires (promotion 1986), il devient éditeur du magazine Création (Groupe Stratégies). En 1987, il crée l'agence conseil en marketing direct Directing avec Xavier Romatet.  
En 1993, il cède son entreprise au Groupe DDB pour fusionner avec sa filiale de marketing direct Rapp Collins. Président de Rapp Collins France puis de Rapp Collins Europe, il devient en 2000 directeur général du groupe DDB France. En mars 2003, il quitte DDB pour prendre la direction générale du groupe L'Équipe (L’Équipe, L'Équipe TV, lequipe.fr, France Football, Vélo Magazine, etc.).
Parallèlement à sa carrière professionnelle, il prend la présidence du Stade de Reims en 1996. Pendant son mandat, le club passe de la CFA2 (saison 1997-98) à la Ligue 2 (en 2002). Christophe Chenut est obligé de quitter la présidence du club en mai 2004 pour des raisons d’incompatibilité déontologique avec ses nouvelles fonctions professionnelles à L'Équipe.
Après 5 années de fort développement et de diversifications, il quitte le groupe L'Équipe fin février 2008 pour « divergences stratégiques », selon le communiqué officiel[réf. souhaitée]. Alors que les activités numériques se sont fortement développées, le quotidien L'Équipe connait un recul de diffusion sur 2007 après quatre années de fortes hausse (avec en point d'orgue la Coupe du monde de Football en 2006), tout comme le bi-hebdomadaire France Football. Quant à l'hebdomadaire Rugby Hebdo, lancé en 2006, il est arrêté après la Coupe du monde 2007.  
Christophe Chenut devient alors directeur général du groupe de luxe Lacoste, à partir du 1er avril 2008. En janvier 2013, il quitte  Lacoste à l'occasion de la vente de la société qui a suivi le conflit interne de la famille Lacoste. 
En mars 2013, il s'est associé au projet de Nicolas Beytout de lancer un nouveau média quotidien, digital et papier, qui sortira en mai 2013 : L'Opinion dont il assure le lancement et la direction générale pendant deux ans et demi.  
À partir de début 2016 et après un bref passage dans le groupe Fast Retailing (Uniqlo, Comptoir des Cotonniers, Princesse tam tam) et à la tête d'Elite World, il se concentre sur ses activités de conseil, d'entrepreneuriat et d'investissement au travers de sa société Christophe Chenut Conseil SAS. 
Dans ce cadre il a investi dans différentes entreprises dont notamment le rachat de la marque « Ines de La Fressange », aux côtés de Fabrice Boé, dans LAPSA (Petfood) ou Socceroof (Foot à 5 aux US)...Il est par ailleurs Président du Conseil de Surveillance d'Hopscotch Groupe et membre du Conseil d'Administration du Groupe SMCP (Sandro, Maje, Claudie Pierlot)
En ce qui concerne ses mandats dans le football, il a été administrateur du Paris Saint-Germain Football Club de 2009 à 2011. Il a quitté ce mandat lorsque le club est racheté par le Qatar. Il est devenu ensuite actionnaire et administrateur d'Evian-Thonon-Gaillard FC jusqu'à début 2015 où il revend ses parts en même temps qu'une trentaine d'autres actionnaires minoritaires. De 2017 à 2020 il est administrateur du Stade Rennais Football Club et depuis janvier 2021 du LOSC Lille.
En 2018 il est l'auteur du livre "Ingérables" (Comment gérer vos talents en entreprise) et depuis mars 2020 Président de Dauphine Alumni, l'association des anciens de l'Université Dauphine.